# 7時だヨ!8人集合
7時だヨ!8人集合（しちじだヨ!はちにんしゅうごう）は、落語家・講談師のユニット「セブンエイト」が主催するイベント。
大体年4回から5回のペースで行われている。イベントの開始以来、小劇場を中心に行われていたが、平成23年7月8日に初めて天満天神繁昌亭で開催された。

## 概要
若手落語家と講談師がお笑い筋肉を鍛えるイベントと位置づけられており、古典落語はもちろん、新作落語やコント・大喜利・1分ネタ・VTRネタなど毎回様々なことにチャレンジしている。
イベントには、必ずしもメンバー全員が参加するわけではなく、参加できるメンバーだけが参加するというシステム（チラシ上にはこのシステムのことをベネズエラシステムと書かれている）となっている。
「7時だヨ!8人集合」というイベント名は、全員で9人いるメンバーのうち、毎回8人くらいは集合するであろうという意味。ただし現在、メンバーは11人となっている。
イベントでは毎回、新作の落語が一席、ネタおろしされる。昨今の新作落語は、その新作落語を作った落語家だけが演じたり、作家がある落語家のために書いたりすることがほとんどだが「21世紀の古典落語を作る」というコンセプトの下、この会で発表された新作落語はメンバーの誰がどこで演じてもいいという決まりになっている。
これまでに発表された新作落語は「田中」「道標」「赤ちゃん談義」「中村の恋」「一生のお願い」「クレームクレームセンター」
「容疑者 田中登」「江戸会話教室」「就職面接」「司会の大役」「八百屋なな子」「500年に一度」「地下鉄分割民営化」「蚊」
「容疑者　田中Ⅱ」「アルバイト（ぽ～ろ）」。

## メンバー
- 桂まめだ
- 桂雀太
- 桂三幸
- 笑福亭べ瓶
- 桂鯛蔵
- 桂三四郎
- 旭堂南青
- 露の団姫
- 桂ぽんぽ娘
- 桂さろめ
- 豊来家大治朗

## スタッフ
- 今井ようじ